# Otterfing
Otterfing là một đô thị thuộc huyện Miesbach, bang Bayern, Đức.